# Tổ chức Theo dõi Nhân quyền
Tổ Chức Theo Dõi Nhân Quyền (tiếng Anh: Human Rights Watch) (viết tắt là: HRW) là một tổ chức phi chính phủ quốc tế về khủng bố và bạo loạn, có trụ sở tại Thành phố New York, Hoa Kỳ. Họ điều tra và lập báo cáo về các vụ lạm dụng nhân quyền trên khắp thế giới. Tổ chức này thường hành động nhắm đến Chính phủ các nước, các nhà hoạch định chính sách, hoặc các Tập đoàn nhằm thúc đẩy sự thay đổi về Luật pháp, Chính sách, và Thực tiễn theo hướng đòi hỏi công bằng, công lý, phẩm giá cho các thành phần xã hội thiểu số bị tổn thương.
Họ thường hoạt động nhân danh Nạn nhân chiến tranh, Người tị nạn, Trẻ em, Người di cư, Nhà hoạt động xã hội, Phụ nữ, LGBT, Người khuyết tật, Tù nhân chính trị. 

## Lịch sử
Tổ chức Theo dõi Nhân quyền được thành lập năm 1978 dưới tên Helsinki Watch để giám sát Liên Xô, thu thập tư liệu về việc Liên Xô thực hiện các quy ước của Tổ chức An ninh và Hợp tác châu Âu (OSCE) và để giúp đỡ "các nhóm bảo vệ nhân quyền trong Liên bang Xô Viết". Năm 1988 Helsinki Watch hợp nhất với các tổ chức quốc tế khác có cùng chung mục đích trở thành Human Rights Watch. Một trong những người thành lập và giám đốc đầu tiên của tổ chức là Robert L. Bernstein.
Tổ chức Theo dõi Nhân quyền tập trung vào việc điều tra và tường thuật về những hành động họ cho là vi phạm nhân quyền. Mối quan tâm chính của Tổ chức Theo dõi Nhân quyền được họ nói là ngăn cản tham nhũng, ngăn cản phân biệt đối xử về giới tính hay về giai cấp xã hội trong chính phủ và chống lạm dụng quyền lực nhà nước (thí dụ như tra tấn hay giam tù biệt lập). Tổ chức Theo dõi Nhân quyền có một bộ phận chuyên về vi phạm quyền con người đối với phụ nữ. Tổ chức ủng hộ hòa bình trong liên kết với những quyền con người cơ bản như quyền tự do tín ngưỡng và tự do báo chí.
Năm 1998 Tổ chức Theo dõi Nhân quyền là một trong 6 tổ chức phi chính phủ thành lập Coalition to Stop the Use of Child Soldiers (Liên minh chấm dứt sử dụng lính trẻ em). Tổ chức cũng là thành viên thành lập tổ chức IFEX, mạng lưới của các tổ chức phi chính phủ theo dõi việc kiểm duyệt trên toàn thế giới. Cũng như phần lớn các tổ chức về nhân quyền khác Tổ chức Theo dõi Nhân quyền không chấp nhận hình phạt tử hình và ủng hộ việc phá thai công khai.
Tổ chức Theo dõi Nhân quyền trao tặng khoản tài trợ Hellman/Hammet hằng năm cho các nhà văn có khó khăn về tài chính và theo tổ chức là nạn nhân bị ngược đãi về mặt chính trị.

## Chức năng nhiệm vụ
Căn cứ vào Tuyên ngôn Nhân quyền, Human Rights Watch phản đối hành vi vi phạm của những gì được coi là quyền cơ bản của con người, bao gồm cả án tử hình và phân biệt đối xử dựa trên giới tính. Human Rights Watch ủng hộ quyền tự do kết hợp với các quyền cơ bản của con người, như tự do tôn giáo và tự do báo chí.
Human Rights Watch ra báo cáo nghiên cứu về vi phạm nhân quyền quốc tế theo quy định của bản Tuyên ngôn Nhân quyền và các quyền con người mà quốc tế công nhận. Những báo cáo này được sử dụng làm cơ sở cho việc thu hút sự chú ý quốc tế về các vụ lạm dụng và gây sức ép với chính phủ và các tổ chức quốc tế nhằm cải cách theo chiều hướng tốt hơn. Các nhà nghiên cứu tiến hành tìm hiểu thực tế nhiệm vụ để điều tra trường hợp nghi ngờ và đưa ra tuyên bố trên các phương tiện truyền thông địa phương và quốc tế. Vấn đề đặt ra trong các báo cáo nhân quyền này bao gồm: phân biệt đối xử xã hội và phân biệt giới tính, tra tấn, sử dụng trẻ em trong quân đội, tham nhũng chính trị, lạm dụng trong các hệ thống tòa án, và hợp pháp hoá phá thai. Human Rights Watch ghi lại và báo cáo các hành vi vi phạm pháp luật và luật nhân đạo quốc tế trong các cuộc chiến tranh.

## Giải thưởng

### Giải thưởng Hellman/Hammett
Human Rights Watch cũng hỗ trợ các nhà văn trên toàn thế giới đang bị bức hại vì công việc cầm bút của mình và đang cần sự trợ giúp tài chính. Chương trình Hellman/Hammett được cấp tài trợ nhờ các quỹ quản lý các bất động sản của nhà viết kịch Lillian Hellman mang tên của cô và của người bạn lâu năm, tiểu thuyết gia Dashiell Hammett. Ngoài việc cung cấp hỗ trợ tài chính, quỹ Hellman/Hammett trợ giúp nâng cao nhận thức của dư luận quốc tế về các nhà hoạt động nhân quyền đang bịt miệng vì đã dám nói để bảo vệ quyền con người.

### Giải thưởng Bảo vệ Nhân quyền
Mỗi năm, Human Rights Watch trao tặng giải thưởng Bảo vệ Nhân quyền cho các nhà hoạt động trên khắp thế giới đã thể hiện khả năng lãnh đạo và lòng dũng cảm trong việc bảo vệ quyền con người. Những người giành giải thưởng sẽ hợp tác chặt chẽ với Human Rights Watch trong việc điều tra và phơi bày những vi phạm nhân quyền.

### Sự tham gia khác
Human Rights Watch là một trong sáu tổ chức phi chính phủ quốc tế nằm trong một liên minh Coalition to Stop the Use of Child Soldiers (Liên minh làm ngừng việc sử dụng các binh lính trẻ em) vào năm 1998. Tổ chức này cũng là đồng chủ tịch của Chiến dịch Quốc tế Cấm Bom mìn, một liên minh toàn cầu của các nhóm xã hội dân sự đã vận động hành lang thành công để khai sinh Hiệp ước Ottawa, một hiệp ước cấm sử dụng bom mìn chống cá nhân.
Human Rights Watch là một thành viên sáng lập của tổ chức IFEX (International Freedom of Expression Exchange), một mạng lưới toàn cầu của các tổ chức phi chính phủ theo dõi kiểm duyệt trên toàn thế giới. Tổ chức này cũng đồng sáng lập Cluster Munition Coalition (Liên minh cấm các loại vũ khí), đưa ra một công ước quốc tế cấm vũ khí. Human Rights Watch có hơn 275 nhân viên - các chuyên gia, luật sư, nhà báo tầm cỡ quốc gia, và các viện nghiên cứu - hoạt động tại hơn 90 quốc gia trên thế giới.
Giám đốc điều hành hiện tại của Human Rights Watch là Kenneth Roth, người đã giữ vị trí này từ năm 1993. Roth đã tiến hành điều tra về sự lạm dụng ở Ba Lan sau khi nước này tuyên bố thiết quân luật vào năm 1981. Sau đó ông tập trung vào Haiti, nơi vừa thoát khỏi chế độ độc tài Duvalier nhưng vẫn gặp khó khăn. Những nhận thức về quyền con người của Roth bắt đầu với những câu chuyện cha ông đã kể cho ông nghe về cuộc trốn chạy khỏi Đức Quốc Xã vào năm 1938. Ông tốt nghiệp trường luật Yale và Brown University.